# Noel Assolo
Pour les articles homonymes, voir Assolo (homonymie).
 (août 2016).
 (août 2016).
Si vous disposez d'ouvrages ou d'articles de référence ou si vous connaissez des sites web de qualité traitant du thème abordé ici, merci de compléter l'article en donnant les références utiles à sa vérifiabilité et en les liant à la section « Notes et références ».
Noel Assolo, né le 13 décembre 1959 à Ebolowa (Cameroun), est un musicien, bassiste, compositeur et réalisateur artistique français.

## Biographie

### Jeunesse
Noel Assolo naît et grandit à Ebolowa, une ville du sud du Cameroun située au cœur de la forêt équatoriale.
Son père, David Asso’olo Ndillé, fils de Ndillé Nsôm (chef coutumier d'Ebolowa - Si 1[pas clair]), propriétaire terrien, possède de grandes plantations de cacao. Sa mère Meyo Amwéla est mère au foyer.
Noel est encore jeune enfant quand ses parents se séparent. Chez sa mère, au son du Teppaz, où tournent inlassablement les vinyles, il se forge une solide culture musicale : Motown, Stax Records, James Brown, Otis Redding, Jimi Hendrix, les Beatles, the rolling Stones, et toutes les musiques africaines des années 1970.
Imbibé de musique, à 19 ans, Noel quitte les siens, pour suivre un groupe de musiciens de passage, en direction de la côte pour rejoindre Douala, ville portuaire, et capitale économique du Cameroun.
Au fil de son voyage, de rencontre en rencontre, il apprend à faire vibrer son instrument de prédilection en autodidacte, la guitare basse.

### Formation
American School of Modern Music of Paris

### Carrière

#### Les années 1980
En 1982, Noel s’installe au Havre, et intègre le groupe Idéku Dynasty, groupe afro-funk de la région, avec qui il fait plusieurs concerts. 
De cette collaboration sort un unique album : Ideku Dynasty, avec le titre phare Funk Force Leader.
En 1986, Noel monte sur Paris pour des jam sessions dans des clubs parisiens afin de se faire connaître, puis finit par s’y installer en 1987.
Entre 1987 et 1990, Noel se forme à l’American School Of Modern Music Of Paris, et parallèlement, il participe à des séances d'enregistrement en studio et joue ainsi sur de nombreux albums de musique africaine.
En 1989, Noel participe à une tournée avec Diane Tell, qui commence à l'Olympia de Paris, fait salle comble, puis enchaîne sur d’autres villes de France, Suisse et Belgique.

#### Les années 1990
En 1989, poussé par des amis, il passe une audition pour Patricia Kaas. Il est engagé pour la tournée mondiale « carnet de scène » (1990-1992). Cette tournée fut majeure dans sa carrière. 
Parallèlement, il continue les séances de studio, musiques de film, publicité, hip-hop, variétés en tout genre.
En 1992, Gérald Manceau, batteur et ami de longue date, avec qui il écume les studios, fait appel à lui, pour lui présenter les Rita Mitsouko qui cherchent un bassiste pour une émission télé : La dernière des Nuls. Noel les rejoint pour cette occasion, avec Louis Bertignac à la guitare.
Là commence une longue collaboration, dont les albums Système D, avec Tony Visconti à la production, Acoustiques, issu du « concert privé » avec M6, et Cool Frénésie.
En 1998, Noel signe un contrat « Artiste » avec Universal, sans aboutir à un album.
Finalement, il signe dans la même année un contrat « Artiste » avec M6 Interaction.
De cette collaboration, un single voit le jour : Du soleil t’en auras, sur les paroles de V. Debièvre,
auteure-compositrice-interprète, et complice musicale du moment.

#### Les années 2000
En 2000 et 2001, Noel rejoint les Rita Mitsouko qui font appel à lui pour l’album Cool Frénésie, et la tournée qui s’ensuit, puis à nouveau de 2002 à 2003 pour la tournée La Femme trombone.
En 2003, Noel Assolo compose avec Iso Diop et Olivia Ruiz le titre La Dispute et joue sur album J'aime pas l'amour.
En 2004, Noel Assolo monte son Label Assam Music, dont il s’occupe avec un associé de 2005 à 2010. Assam music produit l’album de la chanteuse Sabb « Gri-Gri » aux notes reggae flirtant avec la java et la World music. Pour cet album, Noel est non seulement producteur mais aussi compositeur/co-parolier/arrangeur et réalisateur. De cet album découlera un single Sans sommeil ainsi qu'un clip, réalisé par Gaspar Zurita.

#### Depuis 2010
En 2010, Noel est introduit par son ami Iso Diop auprès de Bernie Bonvoisin (Trust) et le rejoint pour la tournée Dictatour, à la suite de son album solo Organic réalisé par Iso Diop. Avec Iso Diop à la guitare, et Franck Mantegari à la batterie.
En 2011, il participe (basse sur le titre Vive l’amour) à l’album de Catherine Ringer Ring n’ Roll réalisé par Mark Plati et ensuite aux trois clips issus de Ring n’ Roll : Prends moi, Pardon, Punk 103.
En 2012, il réalise avec la collaboration de Franck Mantegari, et Iso Diop l’album, ReBelles de Florence Chitacumbi , chanteuse suisse.
De 2013 à 2014, Noel Assolo co-compose avec Frank Mantegari, Stéphane Goldman et Mihuma, les musiques de l'album Les esprits clairs voient dans le noir, de Mihuma et joue sur tous les titres.

## Discographie
- 2000 : Femme de moyen âge single

### Tournées et concerts
- 1989 : L'Olympia de Paris, Diane Tell
- 1990 - 1992 : Carnets de scène Tour, Patricia Kaas
- 1994 - 1995 : Système D tour, Les Rita Mitsouko
- 1996 - 1997 : Acoustiques Tour, Les Rita Mitsouko
- 1999 - 2000 : Bill Deraime et Mystic Zebra
- 2000 - 2001 : Cool Frénésie Tour, Les Rita Mitsouko
- 2002 - 2003 : La Femme trombone Tour, Les Rita Mitsouko
- 2010 : Dictatour, Bernie Bonvoisin